# Ørsted-Dåstrup Kommune
Ørsted Kommune var en dansk sognekommune i Roskilde Amtsrådskreds i Københavns Amt fra 1842 til 1970. Kommunen bestod af Ørsted og Dåstrup Sogne. Den blev ved kommunalreformen i 1970 en del af Ramsø Kommune. Efter strukturreformen i 2007 ligger den tidligere Ørsted Kommune i Roskilde Kommune.